# Espaço simplesmente conectado
Na topologia, um espaço topológico é chamado de simplesmente conectado se estiver conectado ao caminho e todo caminho entre dois pontos puder ser continuamente transformado (intuitivamente para espaços incorporados, permanecendo dentro do espaço) em qualquer outro caminho, preservando os dois pontos de extremidade em questão. O grupo fundamental de um espaço topológico é um indicador da falha no espaço a ser simplesmente conectado: um espaço topológico conectado a um caminho é simplesmente conectado se e somente se seu grupo fundamental for trivial.